# Millaures
Millaures è una frazione del comune di Bardonecchia sita sulle falde del Monte Jafferau (versante sudovest) ad un livello medio di circa 1.360 m s. l. m. ed è composta dalle borgate di Prèrichard, Blanc, Serre, Mei, Andrieux, Rivaux, Geney, Medail, Gleise, Reuil, Rochas.
Comune indipendente dal 1477, fu incorporato nel comune di Bardonecchia nel 1928, ed è raggiungibile da Bardonecchia attraverso la strada provinciale 238.
Il monumento più significativo è la chiesa parrocchiale di Sant'Andrea Apostolo. Edificata con la nascita della parrocchia nel 1477, fu totalmente rifatta ed ampliata alla fine del XIX secolo con un lascito dedicato a tale scopo da un millaurese benestante deceduto in Francia. Dell'antica chiesa è rimasto il campanile romanico del XVI secolo, in pietra.
 All'interno sono degni di menzione:
- l'ancóna lignea, dipinta e indorata, dell'altare maggiore, risalente al XVII secolo e contenente al centro un dipinto che raffigura il Cristo che consegna a Sant'Andrea la croce del martirio
- il leggìo in legno scolpito risalente al 1508

Nel territorio della frazione, in località Horres a monte del centro della frazione, vi è una cappella che per la qualità degli affreschi interni, raffiguranti episodi delle vite dei santi Andrea e Giacomo, cui la cappella è dedicata, e di Sant'Antonio Abate, Sant'Andrea Apostolo, Santa Lucia, è classificata come Monumento nazionale. Gli affreschi risalgono alla prima metà del XVI secolo.

## Collegamenti esterni

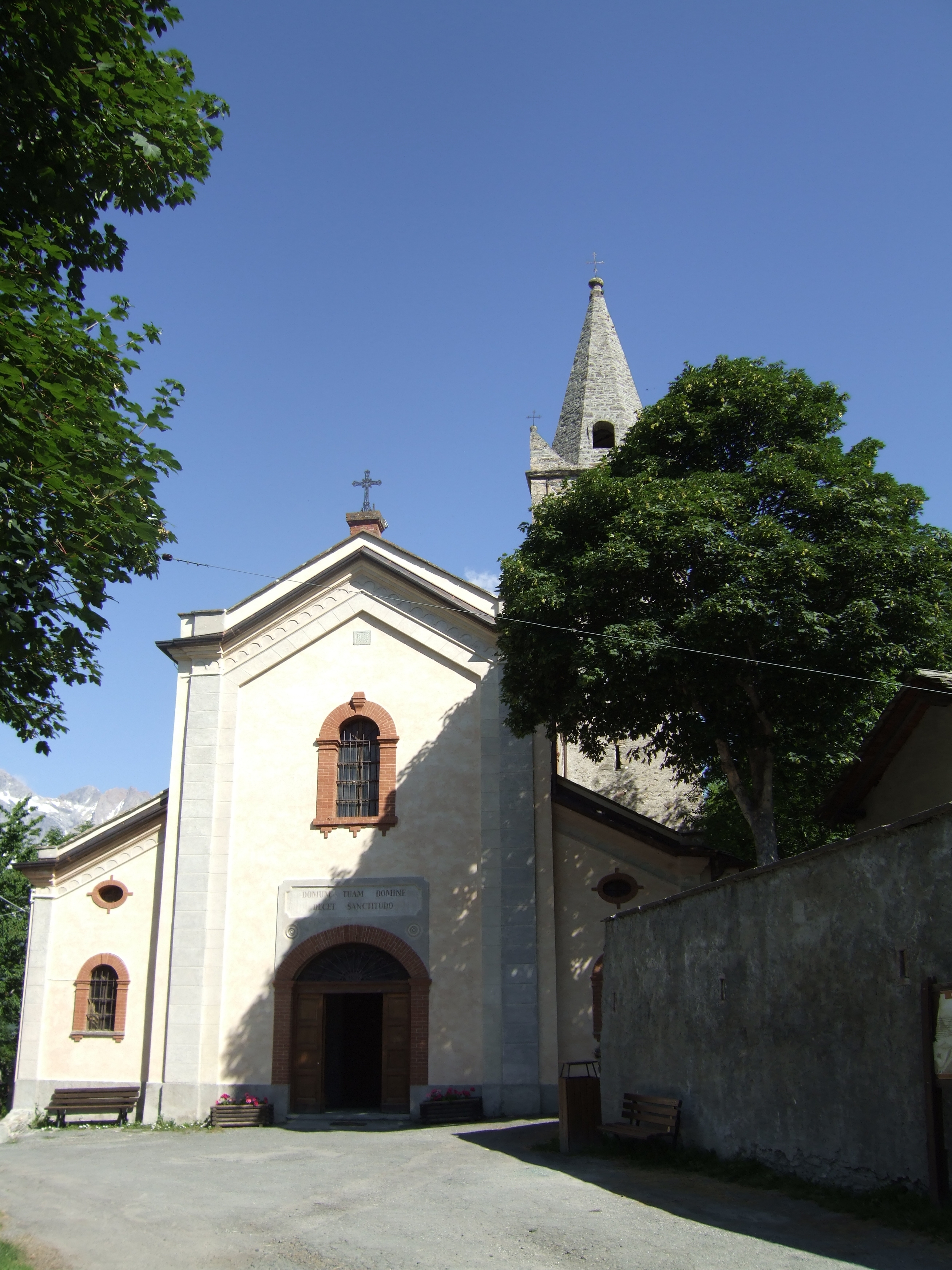
Chiesa parrocchiale di Sant'Andrea a Millaures